# Sara Carrigan
Sara Carrigan   (Gunnedah, 7 de setembre de 1980) és una exciclista australiana que ha destacat en la ruta.
En el seu palmarès destaca la medalla d'or als Jocs Olímpics d'Atenes en la prova en línia.
El 2005 va rebre l'Orde d'Austràlia (OAM).

## Palmarès
- 2000
  - Vencedora d'una etapa al Tour de Snowy
- 2002
  -  Campiona d'Austràlia en contrarellotge
- 2003
  -  Campiona d'Austràlia en contrarellotge
  - 1a a la Geelong World Cup
  - Vencedora de 2 etapes del Tour de l'Aude
  - Vencedora de 2 etapes al Tour de Bretanya
  - Vencedora d'una etapa de la Volta a Turíngia
- 2004
  -  Medalla d'or als Jocs Olímpics del 2004 en Ruta
- 2005
  - 1a a la Parel van de Veluwe
- 2006
  - Vencedora d'una etapa de la Bay Classic
- 2007
  - Vencedora d'una etapa a la Volta a Nova Zelanda
- 2008
  - Vencedora d'una etapa de la Bay Classic